# Elrathia

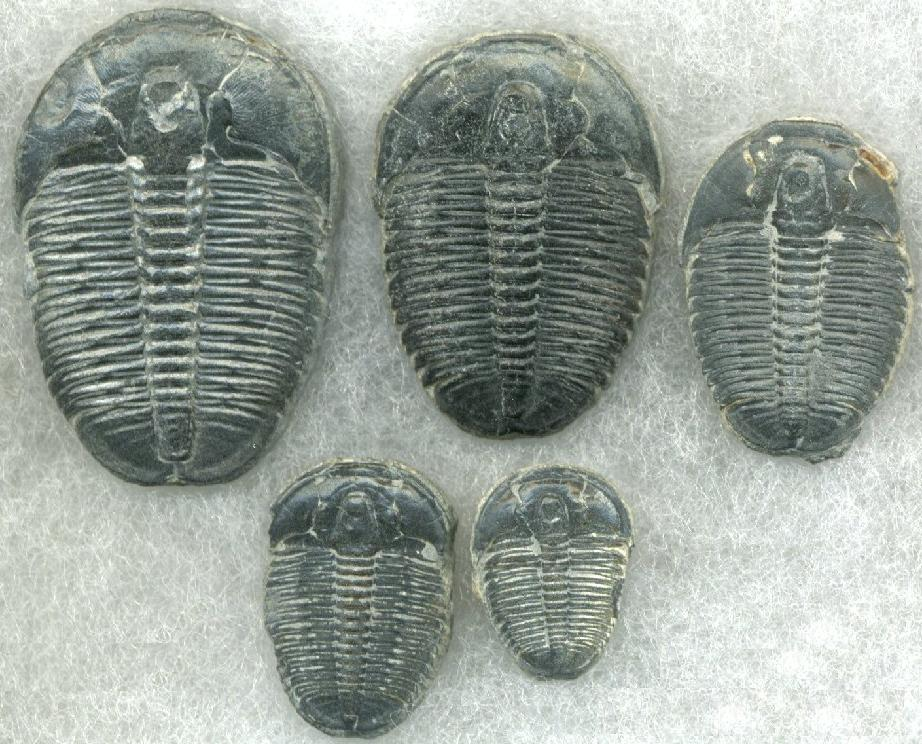
Растущие особи Elrathia kingii длиной от 16,2 до 39,8 мм

Elrathia (лат.) — вымерший род трилобитов надсемейства Ptychoparioidea из среднекембрийских отложений Лаврентии (Северная Америка). Elrathia kingii — один из самых распространённых окаменелых трилобитов в США, в некоторых местах они обнаруживаются в больших количествах в пределах формации Уилер в штате Юта. E. kingii считается самым узнаваемым трилобитом. В коммерческих карьерах E. kingii добывается в больших количествах, всего один коммерческий коллекционер добыл около 1,5 миллиона экземпляров за 20 лет карьеры. 1950 образцов Elrathia известны из слоя Большой Филлопод, где они составляют 3,7% сообщества.

«...трилобиты из экзаэробной зоны, на границе бескислородных и дизоксических придонных вод. E. kingii постоянно присутствуют в условиях, где нет необходимого уровня кислорода для другой придонной и донной бентальной биоты, и, вероятно, получали энергию из пищевой сети, которая существовала независимо от фототрофной первичной продуктивности. Хотя известно, что и другие ископаемые организмы предпочитали такую среду, E. kingii — древнейший из таких обитателей и подтверждает существование экзаэробного образа жизни ещё в кембрийском периоде.»
Оригинальный текст (англ.)"...trilobite occupied the exaerobic zone, at the boundary of anoxic and dysoxic bottom waters. E. kingii consistently occur in settings below the oxygen levels required by other contemporaneous epifaunal and infaunal benthic biota and may have derived energy from a food web that existed independently of phototrophic primary productivity. Although other fossil organisms are known to have preferred such environments, E. kingii is the earliest-known inhabitant of them, extending the documented range of the exaerobic ecological strategy into the Cambrian Period."
— Gaines & Droser. Paleoecology of the familiar trilobite Elrathia kingii: An early exaerobic zone inhabitant. 2003, p941

## Этимология
Хотя родовое название Elrathia было впервые опубликовано в комбинации E. kingii — видом с хребта Хаус, штат Юта — само название образовано от Элрата, округ Чероки, штат Алабама.

## Описание
E. kingii — трилобит среднего размера с гладким яйцевидным панцирем, который суживается в сторону задней части. В тораксе обычно 13 сегментов. В пигидие четыре осевых кольца и длинный концевой наконечник. Задний край пигидия с длинной широкой медиальной вырезкой.
У вида E. marjumi торакс из 12 сегментов, пять осевых колец, на заднем крае отсутствует вырезка, но есть зачаточные передне-боковые шипы.
E. permulta из Британской Колумбии намного меньше, средняя длина около 20 мм, а количество сегментов торакса доходит до 14. Поскольку у E. permulta отсутствуют некоторые диагностируемые признаки рода, данный вид может не являться представителем Elrathia.